# ماريا لوند
ماريا لوند (بالألمانية: Maria Lund )‏ (و. 1983  م) هي مغنية، وممثلة مسرحية، وممثلة أفلام من ألمانيا، وفنلندا، ولدت في ميونخ.

## وصلات خارجية
- ماريا لوند على موقع IMDb (الإنجليزية)
- ماريا لوند على موقع ميوزك برينز (الإنجليزية)
- ماريا لوند على موقع أول ميوزيك (الإنجليزية)
- ماريا لوند على موقع ديسكوغز (الإنجليزية)
- ماريا لوند على موقع قاعدة بيانات الفيلم (الإنجليزية)

- ماريا لوند في قاعدة بيانات الأفلام على الإنترنت